# Joseph Addai
Joseph Addai mladší (* 3. května 1983, Houston, Texas) je bývalý hráč amerického fotbalu, který nastupoval na pozici Running backa. Univerzitní fotbal hrál za Louisiana State University, poté byl vybrán v prvním kole Draftu NFL 2006 týmem Indianapolis Colts.

## Mládí
Addaiova rodina pochází z africké Ghany. Na střední škole byl Addai levorukou alternativou na pozici quarterbacka v týmu Sharpstown Apollo, v posledním roce naběhal 1 429 yardů a zkompletoval 37 přihrávek pro 425 yardů. Za tyto výkony byl vybrán do 5A All-State First teamu ve státě Texas, a jmenován do All-American televizními stanicemi ESPN a Fox Sports.

## Univerzitní fotbal
Během svého působení v týmu Louisiana State University Tigers se prosadil na páté místo všech dob v naběhaných yardech, kterých bylo celkem 2 577, přestože byl v začátcích primárně používán jako blokovací Fullback.
V roce 2002 si přispal 80 běhů, při kterých získal 438 yardů a čtyři touchdowny. Prvním velkým zápasem v jeho kariéře bylo utkání proti University of South Carolina, během kterého z jedenácti pokusů vytěžil 98 yardů a dva touchdowny. 9. listopadu 2002 proti Kentucky Wildcats na Commonwealth Stadium nahromadil 91 yardů, včetně 63-yardového touchdownu. Jeho výkon pomohl připravit půdu pro tzv. „The Bluegrass Miracle“, když po vypršení času našel quarterback LSU Marcus Randall 74-yardovou vítěznou přihrávkou wide receivera Devery Hendersona.
Následující sezóna vyšla Tigers perfektně, hlavní trenér Nick Saban dovedl tým k vítězství v BCS National Championship, poprvé od roku 1958. Addai byl vyhlášen druhým nejužitečnějším hráčem utkání za nováčkem Justinem Vincentem a přispěl k zisku trofeje 520 yardy ze 114 pokusů. O rok později už to bylo 680 yardů ze 101 běhů, také 24 zachycených přihrávek pro 294 yardů a 7 touchdownů. V poslední sezóně si připsal 911 yardů a skóroval 9 touchdownů. Vrcholem tohoto ročníku bylo vítězství Tigers 21:17 nad Floridou Gators před 92 402 diváky, které šest minut před koncem zařídil právě Addai 3-yardovým touchdownem.
Joseph Addai odpromoval v prosinci 2005 na Louisiana State University v oboru Všeobecné studium.

## Profesionální kariéra
Joseph Addai byl vybrán v prvním kole Draftu NFL 2006 na 30. místě týmem Indianapolis Colts. Addai se stal třetím Running backem, kterého si Colts od roku 1994 vybrali v prvním kole draftu.
| Parametry před draftem |        |        |          |           |             |           |
| Váha                   | 40 yd  | 20 ss  | 3 kužely | Vert      | Bench Press | Wonderlic |
| 214 liber              | 4.37 s | 4.50 s | 7.09 s   | 38½ palce | 18          | X         |

### Indianapolis Colts

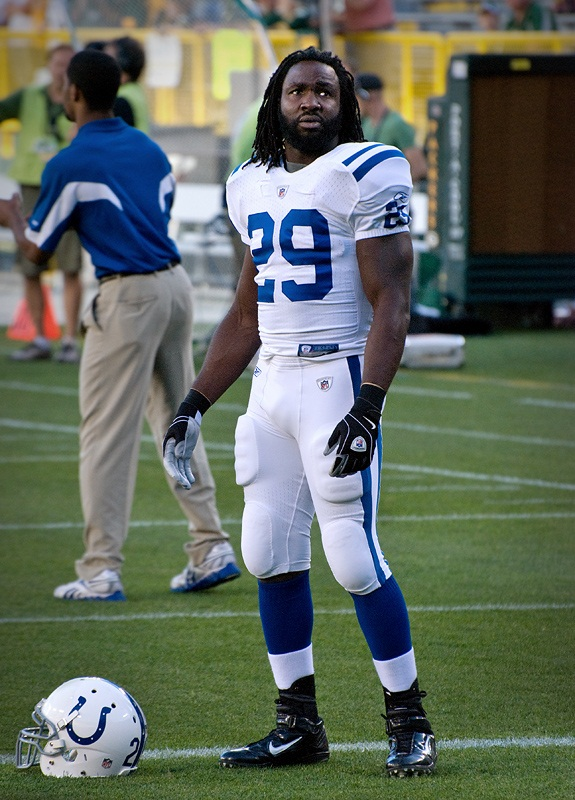
Joseph Addai, 2010.

26. listopadu 2006 vyrovnal Addai rekord Colts v počtu touchdownů v jednom utkání, který předtím drželi Lenny Moore, Lydell Mitchell a Eric Dickerson. 4 touchdowny proti Philadelphii Eagles mu za to vynesly ocenění „NFL Ofenzivní nováček měsíce listopad“.
V průběhu základní části sezóny 2006 vedl Addai statistiky všech nových Running backů v počtu naběhaných yardů (1 081) a stal se tak prvním Running backem v historii NFL, který nasbíral přes 1 000 yardů, aniž by do jediného utkání nastoupil jako startující hráč. Tuto poctu poprvé zažil 6. ledna 2007 v utkání play-off proti Kansas City Chiefs, ve kterém naběhal 122 yardů z 25 pokusů pro 1 touchdown a navíc přidal 7 zachycených přihrávek pro 26 yardů. O týden později v Divisional playoff se stal terčem linebackerů Baltimore Ravens Raye Lewise a Barta Scotta, ale i tak pomohl Colts k výhře nad favorizovanými Ravens 15:6. 21. ledna 2006 v AFC Champioship Game proti New England Patriots zaznamenal Addai minutu před koncem vítězný touchdown, který posunul Colts do Super Bowlu. V něm běhací útok Indianapolisu předčil obranu Chicaga Bears. Addai si připsal 77 naběhaný yardů a 10 zachycených přihrávek pro 66 yardů, celkem tedy 143 yardů. Jeho 10 zachycení je nejvíc, co kdy Running back v Super Bowlu dokázal a pouhý jeden mu k chyběl k absolutnímu rekordu.
4. listopadu 2007 se proti New England Patriots stal Joseph Addai prvním hráčem v historii Colts, který si v jediném utkání připsal 100 yardů zachycených i naběhaných. Za své výkony v sezóně 2007 byl poprvé zvolen do Pro Bowlu.
1. listopadu 2009 si v utkání proti San Franciscu 49ers připsal první kompletní přihrávku v profesionální kariéře, kterou Reggie Wayne proměnil v touchdown.
Po skončení sezóny 2010 se Addai stal volným hráčem a 31. července 2011 znovu podepisuje kontrakt s Indianapolis Colts. Sezóna 2011 je nejhorší v jeho kariéře, když naběhá pouze 433 yardů, zaznamená 1 touchdown a 9. března 2012 je Colts propuštěn.

### New England Patriots
6. května 2012 podepsal Addai jednoroční kontrakt s týmem New England Patriots, ale již 25. července 2012 byl propuštěn a protože v následujících dvou sezónách nesehnal angažmá, ukončil kariéru.